# Sofia Goggia
Sofia Goggia (* 15. November 1992 in Bergamo) ist eine italienische Skirennläuferin. Sie gehört der Nationalmannschaft des Italienischen Wintersportverbandes an und ist in mehreren Disziplinen erfolgreich. Weltcup-Siege erreichte sie bisher in der Abfahrt und im Super-G, Podestplätze erlangte sie überdies im Riesenslalom und in der Kombination. Ihre größten Erfolge sind der Gewinn der Goldmedaille in der Abfahrt bei den Olympischen Spielen in Pyeongchang 2018 sowie der viermalige Gewinn des Abfahrtsweltcups.

## Biografie
Goggia wuchs im Valle di Astino auf, das zur Stadt Bergamo gehört. Das Skifahren erlernte sie im Alter von drei Jahren auf den Pisten von Foppolo.
Am 10. Januar 2008 bestritt sie ihr erstes FIS-Rennen und kam nur acht Tage später erstmals im Europacup zum Einsatz, startete danach aber erst wieder ab Dezember 2009 in dieser Rennserie. Bei den italienischen Juniorenmeisterschaften gewann sie 2009 im Slalom, im Riesenslalom, im Super-G und in der Kombination, 2010 nochmals im Super-G. Erste internationale Auftritte hatte sie beim Europäischen Olympischen Jugendfestival 2009 im polnischen Szczyrk, wo sie 9. im Riesenslalom und 15. im Slalom wurde. Es folgten die Juniorenweltmeisterschaften 2010 im französischen Hochsavoyen, bei der sie sich in der Abfahrt als 6. und im Riesenslalom als 46. klassierte, in Super-G und Slalom jedoch ausschied.
Nachdem sie im Januar 2010 erstmals FIS-Rennen gewonnen hatte, holte Goggia im März 2010 die ersten Punkte im Europacup. Im folgenden Winter 2010/2011 absolvierte sie nur wenige Rennen, da sie die Saison verletzungsbedingt bereits Mitte Januar beenden musste. In der Saison 2011/2012 fand Goggia im Europacup den Anschluss an die Spitze. Sie erreichte zunächst mehrere Top-10-Ergebnisse, stand am 8. Februar 2012 als Dritte des Super-G von Jasná erstmals auf dem Siegerpodest und feierte sechs Tage später in der Super-Kombination von Sella Nevea ihren ersten Sieg. Sie entschied die Kombinationswertung für sich und wurde jeweils Dritte in der Gesamt- und Super-G-Wertung, obwohl sie die Saison vorzeitig beenden musste: Nach einem Sturz im Riesenslalom von Andalo am 24. Februar 2012 erlitt sie Knieverletzungen und verpasste dadurch auch die Juniorenweltmeisterschaften 2012.

### Weltcupdebüt 2011
Im Weltcup startete Goggia erstmals am 28. Dezember 2011 im Riesenslalom von Lienz, blieb aber fast zwei Jahre lang ohne Weltcuppunkte. In der Saison 2012/13 gewann Goggia drei Rennen im Europacup. Obwohl sie zuvor noch nie einen Weltcup-Super-G bestritten hatte, wurde sie in dieser Disziplin für die Weltmeisterschaften 2013 in Schladming nominiert und fuhr dort überraschend auf den vierten Platz, wobei sie das Podest nur um fünf Hundertstelsekunden verfehlte. Im Europacup entschied sie mit zwei Siegen die Abfahrtswertung für sich. Die ersten Weltcuppunkte gewann Goggia am 30. November 2013 mit dem 7. Platz im Super-G von Beaver Creek. Eine Woche später stürzte sie in der Abfahrt von Lake Louise und zog sich dabei einen Kreuzbandriss im linken Knie zu. Somit war die Saison für sie vorzeitig beendet. Erneut auftretende Kniebeschwerden zwangen sie im Januar 2015 ein weiteres Mal zum vorzeitigen Saisonabbruch.
In der Saison 2015/2016 blieb Goggia verletzungsfrei und konnte sich allmählich wieder im Weltcup etablieren, wobei sie drei Top-10-Ergebnisse erzielte. Das beste Ergebnis in diesem Winter war der 4. Platz im Super-G von Soldeu am 27. Februar 2016. Der endgültige Durchbruch an die Weltspitze gelang ihr in der darauf folgenden Saison 2016/2017. Am 26. November 2016 fuhr sie mit Platz drei im Riesenslalom von Killington erstmals auf das Podest. Eine Woche später gelang ihr in Lake Louise die erste Podestplatzierung in einer Weltcupabfahrt. Bis zum Jahresende stand sie in vier verschiedenen Disziplinen insgesamt sechsmal auf dem Podest. Bei den Weltmeisterschaften 2017 in St. Moritz gewann sie die Bronzemedaille im Riesenslalom. Am 4. März 2017 feierte sie bei der Olympia-Generalprobe in Jeongseon in der Abfahrt ihren ersten Weltcupsieg. Im Super-G, der am folgenden Tag ausgetragen wurde, siegte sie erneut.

### 2018: Olympiasieg und Sieg im Abfahrtsweltcup
Zu Beginn der Saison 2017/2018 erreichte sie in den ersten 12 Weltcup-Rennen drei Podestplätze (zwei dritte Plätze, ein zweiter Platz). Im 13. Rennen am 14. Januar 2018 feierte sie schließlich in der Abfahrt von Bad Kleinkirchheim ihren ersten Saisonsieg, bei dem sie gemeinsam mit Federica Brignone und Nadia Fanchini auch für den ersten italienischen Dreifach-Erfolg in einem Abfahrtsrennen sorgte. Ein weiterer Sieg folgte 5 Tage später in der Abfahrt von Cortina d’Ampezzo.
Bei den Olympischen Winterspielen 2018 in Pyeongchang gewann sie nach zwei elften Plätzen im Riesenslalom und im Super-G am 21. Februar die Goldmedaille in der Abfahrt. Sie wurde damit die erste italienische Olympiasiegerin in dieser Disziplin. Von ihren Landsmännern hatte dies zuvor nur Zeno Colò in Oslo 1952 geschafft. Auch bei Weltmeisterschaften hatten die Azzurri bislang nur durch Paula Wiesinger (1932) bzw. durch Coló (1950; 1952, im letzteren Fall zählte der Olympiasieg zugleich als Weltmeistertitel) Gold gewinnen können. Drei Wochen später, beim Weltcupfinale in Åre, sicherte sich Goggia mit drei Punkten Vorsprung auf Lindsey Vonn den Sieg in der Abfahrts-Disziplinenwertung. Auch hier bietet sich praktisch dasselbe Bild: Bei den Damen war es lediglich Isolde Kostner (2000/01, 2001/02) gewesen, und bei den Herren konnte Peter Fill ebenfalls zweimal die Wertung holen (2015/16, 2016/17).

### Ab 2019: Verletzungen und Erfolge
Kurz vor Beginn der Weltcupsaison 2018/19 stürzte Goggia beim Training auf dem Hintertuxer Gletscher und erlitt dabei einen Knöchelbruch. Daraufhin verpasste sie die erste Hälfte der Saison. Drei Monate später kehrte sie beim Super-G von Garmisch-Partenkirchen wieder ins Renngeschehen zurück und klassierte sich sogleich als Zweite. Auch die Skiweltmeisterschaften in Åre waren mit Silber im Super-G erfolgreich.
Im Laufe der Weltcupsaison 2020/21 gewann Goggia zwischen dem 19. Dezember 2020 und 23. Januar 2021 in Val-d’Isère, St. Anton am Arlberg und Crans-Montana (zwei Rennen) als erste Italienerin vier Weltcup-Abfahrten in Folge. Gleichzeitig war ihr Triumph beim zweiten Rennen in Crans-Montana der 100. Sieg einer italienischen Skirennläuferin in einem Weltcup-Rennen.
Anderthalb Wochen vor den Weltmeisterschaften 2021 in Cortina d’Ampezzo verletzte sich Goggia nach der Absage des Super-G in Garmisch-Partenkirchen, als sie auf der Talabfahrt zum Sturz kam. Sie erlitt eine Fraktur des Schienbeinkopfes im rechten Knie und musste eine Teilnahme bei der Heim-WM absagen, wo sie als sichere Medaillenkandidatin gehandelt worden war. Bis dahin hatte sie den Abfahrtsweltcup mit großem Vorsprung angeführt und im Gesamtweltcup auf Platz vier gelegen. Im weiteren Verlauf der Saison schlossen Lara Gut-Behrami und Corinne Suter in der Abfahrts-Disziplinenwertung zu ihr auf. Da der Heilungsprozess schneller verlief als erwartet, hatte Goggia vor, das letzte Abfahrtsrennen der Saison in Lenzerheide zu bestreiten, um ihren knappen Vorsprung zu verteidigen. Das Rennen musste aber wegen des schlechten Wetters abgesagt werden, sodass sie als Gewinnerin der Disziplinenwertung feststand.
In der Saison 2021/22 gewann sie in Lake Louise mit zwei Abfahrten und einem Super-G als insgesamt vierte Läuferin nach Katja Seizinger, Lindsey Vonn und Mikaela Shiffrin drei Rennen innerhalb von drei Tagen. Mit dem Sieg in der Abfahrt von Val d’Isère am 18. Dezember 2021 hat sie saisonübergreifend siebenmal hintereinander jede Weltcupabfahrt gewonnen, bei der sie am Start stand – allerdings nicht in sieben aufeinanderfolgende Abfahrtsrennen, da sie wegen ihrer Verletzung im Jahr 2021 zwei Weltcupabfahrten auslassen musste (am 26. und 27. Februar 2021 in Val di Fassa – Siegerin war jeweils Lara Gut-Behrami). Bei der Abfahrt von Altenmarkt-Zauchensee stürzte sie am 15. Januar 2022 nach bester Zwischenzeit. Einen achten Sieg in Folge bei allen Weltcupabfahrten, in denen sie das Ziel erreichte, feierte sie am 22. Januar 2022 in Cortina d’Ampezzo. Tags darauf stürzte sie dort im Super-G so schwer, dass sie sich einige Verletzungen zuzog: Sie verstauchte sich das Kniegelenk, das vordere Kreuzband wurde angerissen, dazu gab es einen kleinen Bruch im Wadenbein. Bis zu den Olympischen Spielen war sie jedoch so weit genesen, dass sie in der Abfahrt starten konnte. Sie wurde hinter Corinne Suter Zweite und gewann ihre zweite olympische Medaille.
In der Saison 2022/23 gewann sie bisher die beiden Abfahrten in Lake Louise, die zweite Abfahrt in St. Moritz (diesen Erfolg feierte sie trotz einer gebrochenen Hand, die am Tag davor mit Schrauben und Platten operiert werden musste, nachdem sie zuvor noch in der ersten Abfahrt Zweite geworden war) sowie die erste Abfahrt von Cortina (bei der zweiten Tags darauf kam sie zu Sturz). Bei den Weltmeisterschaften 2023 in Méribel galt sie als die große Favoritin im Abfahrtslauf. Sie wurde jedoch wegen eines Torfehlers in diesem für sie wichtigsten Rennen der Saison disqualifiziert. Bei der Weltcup-Abfahrt in Crans-Montana Ende Februar 2023 konnte sie sich jedoch gegen ihre italienische Teamkollegin Federica Brignone durchsetzen und damit den 17. Sieg in dieser Disziplin erringen. Damit rückte sie bezüglich der Gesamtanzahl Abfahrtssiege im Weltcup auf den vierten Rang, den sie zurzeit mit der Schweizerin Michela Figini teilt. Beim Abfahrtslauf in Kvitfjell musste sie sich der in ihrem Heimrennen siegreichen Norwegerin Kajsa Vickhoff Lie geschlagen geben, sicherte sich aber durch ihren zweiten Platz bereits vorzeitig den Sieg im Abfahrtsweltcup.
In der Saison 2023/24 gewann Goggia eine Abfahrt und einen Super-G und fuhr insgesamt sechs Podestplätze in diesen beiden Disziplinen heraus. In der Vorbereitung hatte sie auch intensiv Riesenslalom trainiert, was sich auszahlte: Goggia erreichte vier Top-Ten-Plätze, darunter ein 5. Rang als Bestergebnis. Am 5. Februar stürzte sie jedoch im Training und brach sich das Schienbein und den Schienbeinknöchel des rechten Beins. Sie musste die Saison vorzeitig abbrechen. Zu diesem Zeitpunkt lag sie im Abfahrtsweltcup in Führung, im Super-G-Weltcup auf Platz 4 und im Gesamtweltcup auf Platz 5.
Zu Beginn der Saison 2024/25 belegte sie in der Abfahrt in Beaver Creek den 2. Platz, hinter der Österreicherin Cornelia Hütter. Den dort ausgetragenen Super-G konnte sie gewinnen, es war ihr 25. Weltcupsieg.

## Erfolge

### Olympische Spiele
- Pyeongchang 2018: 1. Abfahrt, 11. Super-G, 11. Riesenslalom
- Peking 2022: 2. Abfahrt

### Weltmeisterschaften
- Schladming 2013: 4. Super-G, 7. Super-Kombination, 22. Abfahrt
- St. Moritz 2017: 3. Riesenslalom, 4. Abfahrt, 10. Super-G
- Åre 2019: 2. Super-G, 15. Abfahrt
- Méribel 2023: 11. Super-G
- Saalbach-Hinterglemm 2025: 5. Super-G, 16. Abfahrt

### Weltcupwertungen
| Saison  | Gesamt | Gesamt | Abfahrt | Abfahrt | Super-G | Super-G | Riesenslalom | Riesenslalom | Kombination | Kombination | Parallel | Parallel |
| Saison  | Platz  | Punkte | Platz   | Punkte  | Platz   | Punkte  | Platz        | Punkte       | Platz       | Punkte      | Platz    | Punkte   |
| ------- | ------ | ------ | ------- | ------- | ------- | ------- | ------------ | ------------ | ----------- | ----------- | -------- | -------- |
| 2013/14 | 85.    | 36     | –       | –       | 30.     | 36      | –            | –            | –           | –           | –        | –        |
| 2014/15 | 123.   | 1      | –       | –       | 58.     | 1       | –            | –            | –           | –           | –        | –        |
| 2015/16 | 38.    | 248    | 32.     | 28      | 26.     | 114     | 22.          | 96           | 35.         | 10          | –        | –        |
| 2016/17 | 3.     | 1197   | 2.      | 460     | 6.      | 240     | 3.           | 405          | 8.          | 92          | –        | –        |
| 2017/18 | 4.     | 958    | 1.      | 509     | 5.      | 311     | 22.          | 106          | 17.         | 32          | –        | –        |
| 2018/19 | 22.    | 348    | 7.      | 220     | 14.     | 116     | 43.          | 12           | –           | –           | –        | –        |
| 2019/20 | 11.    | 479    | 17.     | 162     | 8.      | 180     | 19.          | 82           | –           | –           | 10.      | 55       |
| 2020/21 | 9.     | 740    | 1.      | 480     | 18.     | 86      | 13.          | 170          | –           | –           | 27.      | 4        |
| 2021/22 | 6.     | 873    | 1.      | 504     | 5.      | 332     | 35.          | 37           | –           | –           | –        | –        |
| 2022/23 | 5.     | 916    | 1.      | 740     | 11.     | 176     | –            | –            | –           | –           | –        | –        |
| 2023/24 | 7.     | 792    | 3.      | 350     | 10.     | 237     | 14.          | 205          | –           | –           | –        | –        |
| 2024/25 | 3.     | 931    | 3.      | 350     | 3.      | 466     | 17.          | 115          | –           | ––          | –        | –        |

### Weltcup
Goggia errang bisher 62 Podestplätze, davon 26 Siege:
| Datum             | Ort                  | Land       | Disziplin |
| ----------------- | -------------------- | ---------- | --------- |
| 4. März 2017      | Jeongseon            | Südkorea   | Abfahrt   |
| 5. März 2017      | Jeongseon            | Südkorea   | Super-G   |
| 14. Januar 2018   | Bad Kleinkirchheim   | Österreich | Abfahrt   |
| 19. Januar 2018   | Cortina d’Ampezzo    | Italien    | Abfahrt   |
| 15. März 2018     | Åre                  | Schweden   | Super-G   |
| 23. Februar 2019  | Crans-Montana        | Schweiz    | Abfahrt   |
| 14. Dezember 2019 | St. Moritz           | Schweiz    | Super-G   |
| 19. Dezember 2020 | Val-d’Isère          | Frankreich | Abfahrt   |
| 9. Januar 2021    | St. Anton am Arlberg | Österreich | Abfahrt   |
| 22. Januar 2021   | Crans-Montana        | Schweiz    | Abfahrt   |
| 23. Januar 2021   | Crans-Montana        | Schweiz    | Abfahrt   |
| 3. Dezember 2021  | Lake Louise          | Kanada     | Abfahrt   |
| 4. Dezember 2021  | Lake Louise          | Kanada     | Abfahrt   |
| 5. Dezember 2021  | Lake Louise          | Kanada     | Super-G   |
| 18. Dezember 2021 | Val-d’Isère          | Frankreich | Abfahrt   |
| 19. Dezember 2021 | Val-d’Isère          | Frankreich | Super-G   |
| 22. Januar 2022   | Cortina d’Ampezzo    | Italien    | Abfahrt   |
| 2. Dezember 2022  | Lake Louise          | Kanada     | Abfahrt   |
| 3. Dezember 2022  | Lake Louise          | Kanada     | Abfahrt   |
| 17. Dezember 2022 | St. Moritz           | Schweiz    | Abfahrt   |
| 20. Januar 2023   | Cortina d’Ampezzo    | Italien    | Abfahrt   |
| 26. Februar 2023  | Crans-Montana        | Schweiz    | Abfahrt   |
| 8. Dezember 2023  | St. Moritz           | Schweiz    | Super-G   |
| 13. Januar 2024   | Zauchensee           | Österreich | Abfahrt   |
| 15. Dezember 2024 | Beaver Creek         | USA        | Super-G   |
| 18. Januar 2025   | Cortina d’Ampezzo    | Italien    | Abfahrt   |

### Europacup
- Saison 2011/12: 3. Gesamtwertung, 1. Superkombinationswertung, 3. Super-G-Wertung
- Saison 2012/13: 2. Gesamtwertung, 1. Abfahrtswertung, 7. Riesenslalomwertung, 9. Super-Kombinations-Wertung
- 9 Podestplätze, darunter 4 Siege:

| Datum             | Ort         | Land       | Disziplin         |
| ----------------- | ----------- | ---------- | ----------------- |
| 14. Februar 2012  | Sella Nevea | Italien    | Super-Kombination |
| 19. Dezember 2012 | Courchevel  | Frankreich | Riesenslalom      |
| 17. Januar 2013   | St. Anton   | Österreich | Abfahrt           |
| 28. Januar 2013   | Jasná       | Slowakei   | Abfahrt           |

### Juniorenweltmeisterschaften
- Mont Blanc 2010: 6. Abfahrt, 46. Riesenslalom

### Weitere Erfolge
- 6 Siege in FIS-Rennen
- 5 italienische Juniorenmeistertitel (Super-G 2009 und 2010, Riesenslalom 2009, Slalom 2009, Kombination 2009)
- Europäisches Olympisches Jugendfestival 2009: 9. Riesenslalom, 15. Slalom

## Auszeichnungen
- Italiens Sportlerin des Jahres (La Gazzetta dello Sport): 2017, 2018